# Erotikon (roman)
Erotikon är en roman från 1957 skriven av Bo Widerberg. Den utspelar sig i Malmö.

## Handling
Den 49-årige företagaren Gösta Granell är ute på promenad i parken en skön vårdag och får syn på sin sons före detta folkskollärarinna, den 32-åriga ensamstående Aina Gunnarsson. De inleder en romans, trots att Gösta är gift med Viveka, i ett för länge sedan avsomnat och förlorat äktenskap. Den sjuttonårige sonen Lars inleder ett förhållande med en Tora, en kvinna gammal nog att vara hans mor. Lars skildras som ungdomligt rebellisk och temperamentsfull, med en respektlös och cynisk inställning till det mesta i livet.